# 드롭 타워

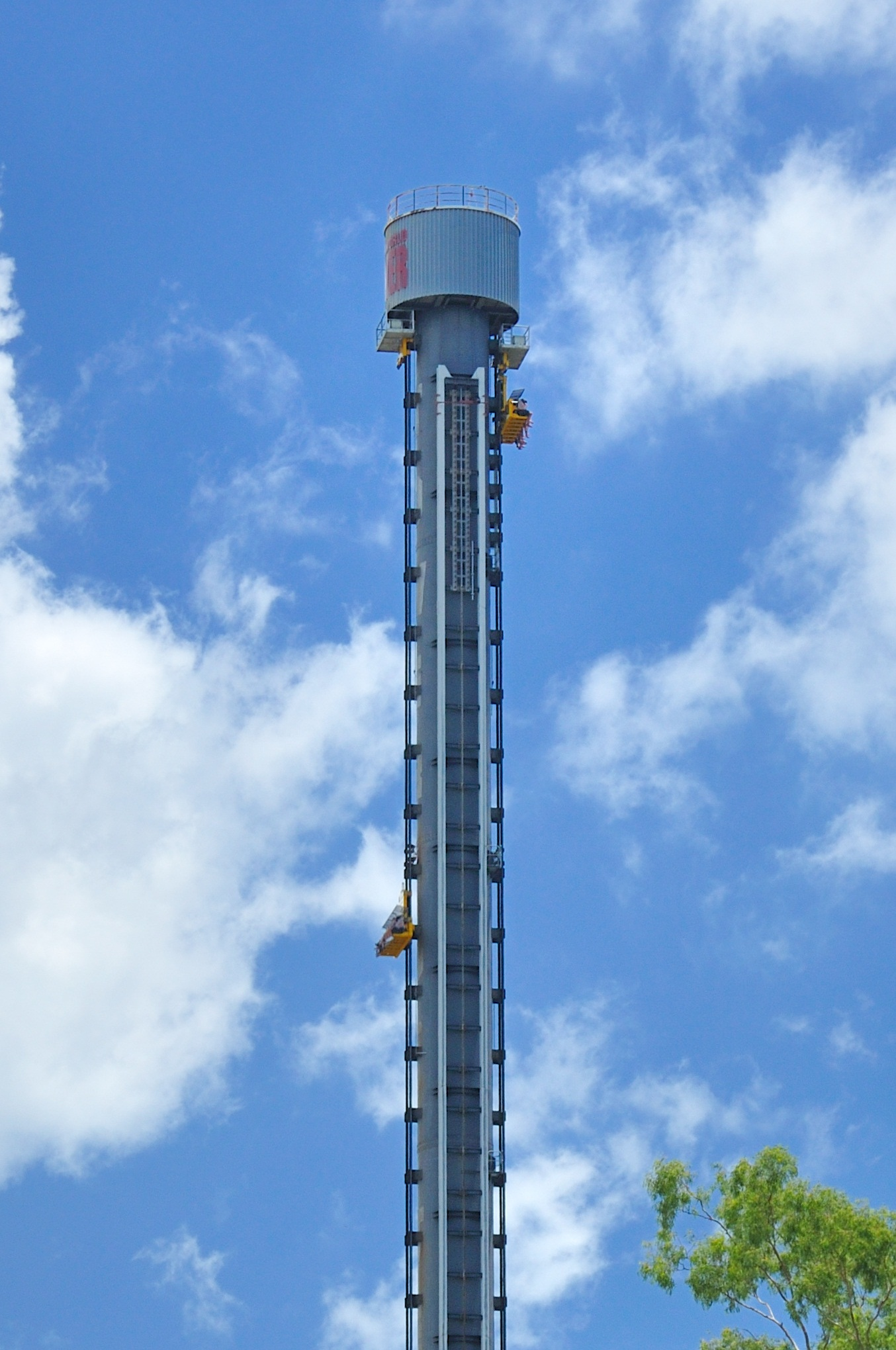
오스트레일리아의 테마 마크 드림월드의 더 자이언트 드롭

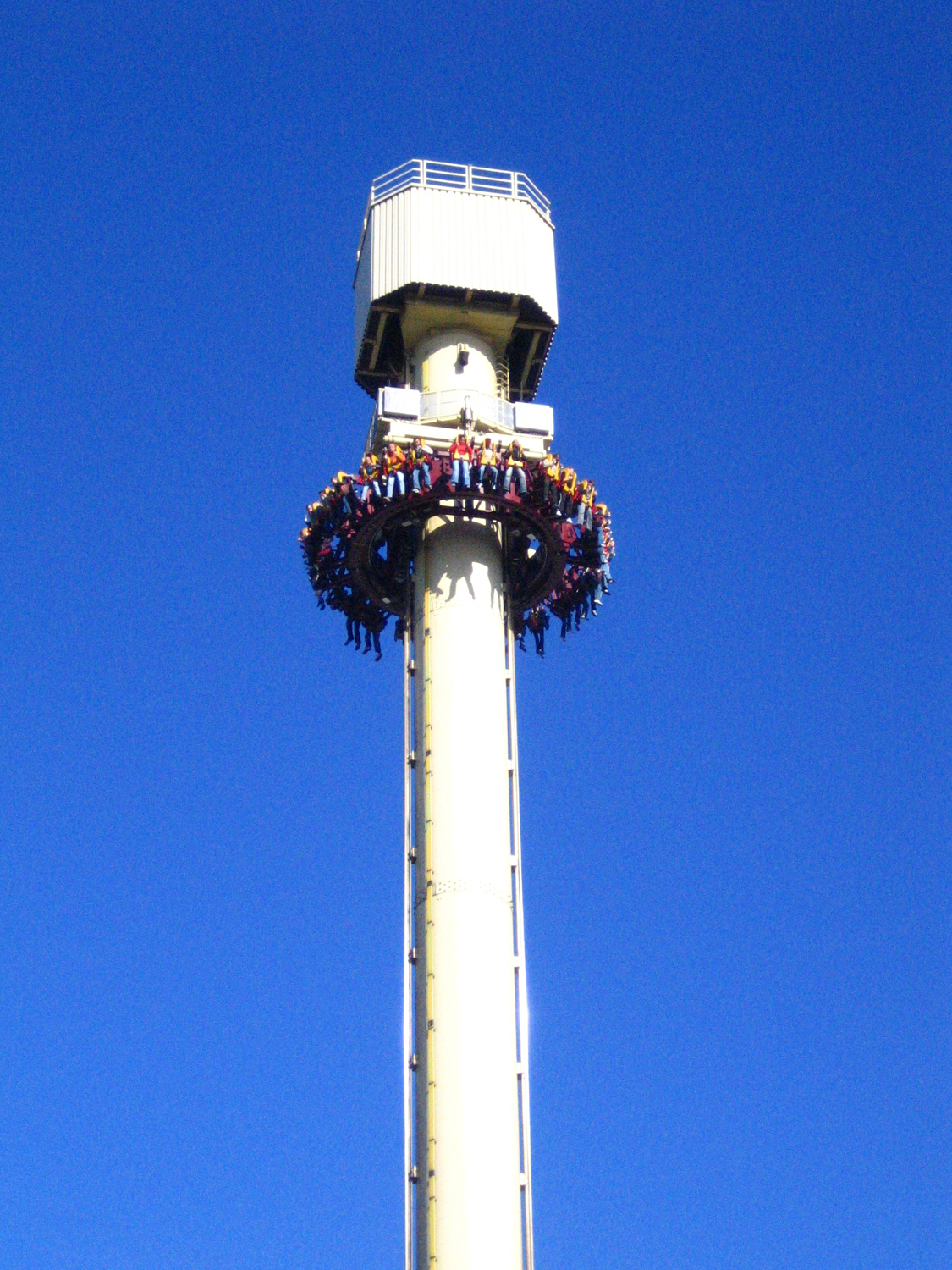
무비 파크 저머니의 더 하이 폴(The High Fall)

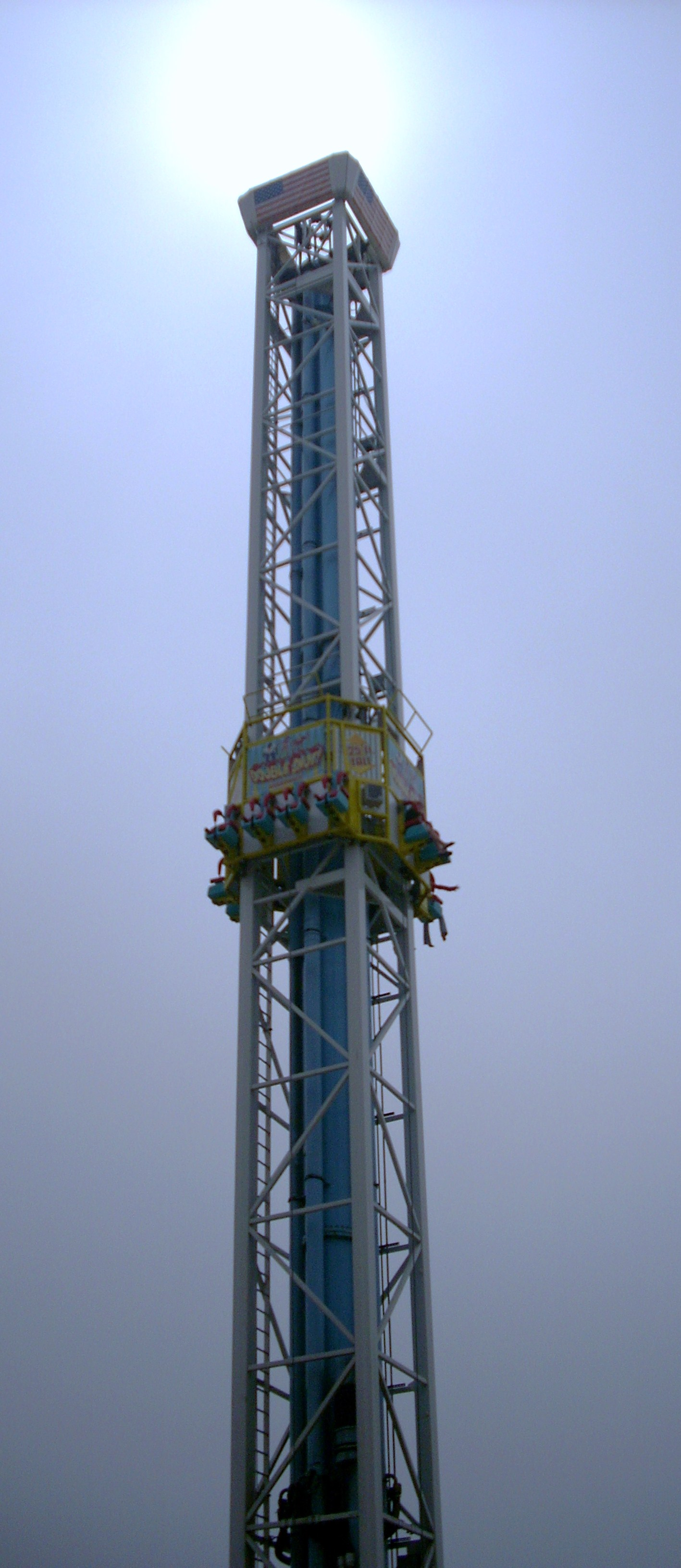
더블 샷 디자인의 산타크루즈 비치 브로드워크의 드롭 타워

드롭 타워 또는 빅 드롭(drop tower 또는 big drop)은 중앙 구조물이나 타워를 통합한 놀이기구의 일종이다. 높이, 승객 수, 리프트 타입, 제동기 유형 등에 따라 드롭 타워의 종류는 다양하다. 다수는 맞춤식으로 제작되지만 대량 생산되는 디자인도 일부 존재한다. 탑승자들은 즉시 자유 낙하를 경험하며 그 뒤 고속의 감속도가 잇따른다.
대부분의 드롭 타워에서 곤돌라 운반 탑승자들은 커다란 수직 구조물의 최상위로 들려지며, 이후 탑 아래로 자유 하강한다. 브레이크는 곤돌라의 속도를 줄이기 위해 활성화되며 놀이기구의 바닥에 접근한다. 일부 디자인은 이 개념을 확장하여 곤돌라를 회전시키거나 휴지(rest)에 도달하기 이전에 여러 번의 바운스를 동반하기도 한다.
대부분의 드롭 타워들은 어린이 탑승자들에게 최소 키를 초과할 것을 요구한다. 이 제한은 탑의 속성에 따라 매우 다양한데, 30-피트 (9 m) 높이의 경우 어린이를 기준으로 37 인치 (95 cm)로 제한을 두며, 115-피트 (35 m) 높이의 경우 51-인치 (130 cm)로 제한을 둔다.

## 드롭 타워 디자인
대량 생산되는 타워 라이드는 다음을 포함한다:
- 더블 샷
- 스페이스 핫
- 슈퍼 핫
- 터보 드롭

## 수직 최고 높이의 드롭 타워
| 순위            | 이름                    | 파크                            | 위치                             | 드롭 높이         | 구조물 높이       | 제조사 | 기록 보유                |              |                     |                 |     |      |        |      |
| --------------- | ----------------------- | ------------------------------- | -------------------------------- | ----------------- | ----------------- | ------ | ------------------------ | ------------ | ------------------- | --------------- | --- | ---- | ------ | ---- |
| 1.              | 쥬만자로: 운명의 방울   | 식스 플래그스 그레이트 어드벤처 | 미국 뉴저지주 잭슨               | 125 미터 (410 ft) | 139 미터 (456 ft) | 인타민 | 2014년 7월 ~ 현재        |              |                     |                 |     |      |        |      |
| 2.              | 렉스 루터: 드롭 오브 둠 | 식스 플래그스 매직 마운틴       | 미국 캘리포니아주 발렌시아       | 120 미터 (390 ft) | 126 미터 (413 ft) | 인타민 | 2012년 7월 ~ 2014년 7월  |              |                     |                 |     |      |        |      |
| 3.              | 자이언트 드롭           | 드림월드                        | 오스트레일리아 퀸즐랜드주 쿠머라 | 115 미터 (377 ft) | 120 미터 (390 ft) | 인타민 | 1998년 12월 ~ 2012년 7월 |              |                     |                 |     |      |        |      |
| 4.              | 하이랜더                | 한사파크                        | 독일 지르크스도르프              | 103m              | 120m              | 펀타임 |                          |              |                     |                 |     |      |        |      |
| 5.              | 수수께끼의 복수         | 니글로랜드                      | 스페인 마드리드                  | 95m               | 105m              | 펀타임 |                          |              |                     |                 |     |      |        |      |
| 5.              | 수수께끼의 복수         | 니글로랜드                      | 스페인 마드리드                  | 95m               | 105m              | 펀타임 | 6.                       | 팔콘 프리    | 부시 가든 템파 베이 | 미국 탬파       | 94m | 102m | 인타민 | 빈칸 |
| 5.              | 수수께끼의 복수         | 니글로랜드                      | 스페인 마드리드                  | 95m               | 105m              | 펀타임 | 7.                       | 아트모스피어 | 리세베리            | 스웨덴 예테보리 | 91m | 116m | 인타민 | 빈칸 |
| 스카이 스크리머 | 머린랜드                | 캐나다 온타리오주               | 91m                              | 140m              | S&S 월드와이드    | 빈칸   | 7.                       |              |                     |                 |     |      |        |      |
| 8.              | 휴라칸 콘도르           | 포르트아벤투라                  | 스페인 카탈루냐 살루             | 86m               | 100m              | 인타민 | 빈칸                     |              |                     |                 |     |      |        |      |
| 9.              | 드롭 타워               | 킹스 도미니언                   | 미국 버지니아주 더즈웰           | 83m               | 93m               | 인타민 | 빈칸                     |              |                     |                 |     |      |        |      |
| 10.             | 드롭 타워               | 킹스 아일랜드                   | 미국 오하이오주 메이슨           | 80m               | 96m               | 인타민 | 빈칸                     |              |                     |                 |     |      |        |      |
| 10.             | 빅 타워                 | 베토 카레로 월드                | 브라질 산타카타리나주 페냐       | 80m               | 100m              | 인타민 | 빈칸                     |              |                     |                 |     |      |        |      |
| 10.             | 그뢰나 룬드             | 그뢰나 룬드                     | 스웨덴 스톡홀름                  | 80m               | 100m              | 인타민 | 빈칸                     |              |                     |                 |     |      |        |      |
| 11.             | 스카이 드롭             | 이월드                          | 대한민국 대구광역시              | 72m               | 80m               | 펀타임 | 빈칸                     |              |                     |                 |     |      |        |      |
| 12.             | 스크림 (드롭 타워)      | 하이드파크 (독일)               | 독일 솔타우                      | 71m               | 103m              | 인타민 | 빈칸                     |              |                     |                 |     |      |        |      |